# Pax Mongolica

Mongolisches Reich
Ab 1260 zerfiel das Reich in:
Gebiet der Goldenen Horde
Tschagatai-Khanat
Bereich der Ilchane
Reich der Yuan-Dynastie

Pax Mongolica oder „Der Mongolische Frieden“ ist ein durch westliche Autoren geprägter Ausdruck, um – in Anlehnung an die Pax Romana – die relativ stabilen sozialen, kulturellen und wirtschaftlichen Verhältnisse im Inneren des Mongolischen Reiches zu beschreiben. Dieses von Dschingis Khan und seinen Erben eroberte Reich umfasste vom späten 12. bis ins 16. Jahrhundert große Teile Asiens und Europas.

## Nähere Erklärung des Begriffs
Die gut organisierten zivilen Verwaltungsstrukturen und die daraus resultierende relative Sicherheit im Inneren des Reiches basiert nur teilweise auf politischer Einheit innerhalb des Mongolischen Reiches. Eine solche bestand nämlich nur von 1190 bis 1307 für das gesamte Reich. Vielmehr manifestierte sich der Zusammenhalt nach 1307 in dem in der Jassa kodifizierten Recht, dem Post- und Kommunikationssystem (Örtöö und Païza), und dem gemeinsamen Kunst- und Kulturgut wie insbesondere Schrift und Sprache. Insofern war das Mongolische Reich ab 1307 die meiste Zeit über eher ein dem Heiligen Römischen Reich ähnlicher Staatenbund unter mehr formeller denn faktischer Leitung durch den jeweiligen Großkhan als ein einheitlicher Staat im modernen Sinn.
Die innerhalb des Mongolischen Reiches herrschende Sicherheit steht in einem gewissen Kontrast zu der Grausamkeit und Härte der mongolischen Kriegführung. In seiner größten Ausdehnung erstreckte sich das Reich von Polen bis nach Vietnam und von Moskau bis nach Nordindien, beherrschte unter anderem die gesamte Seidenstraße, den wichtigsten Handelsweg zwischen Europa und Asien. Es war umgeben von zahlreichen Vasallenstaaten, die dem Mongolischen Reich tributpflichtig waren und ihre Politik nach den Wünschen der Khane richten mussten.
Eine große Zahl der Quellen über das mongolische Reich sind der Pax Mongolica zu verdanken, insbesondere die Reiseberichte, die eine wichtige Quelle für die Erforschung des mongolischen Reiches darstellen. Bedeutende Beispiele sind die Ystoria Mongalorum von Johannes de Plano Carpini sowie die Reiseberichte der europäischen Abenteurer Wilhelm von Rubruk und Marco Polo. Diese und andere Reiseberichte entstanden, weil erstmals in der Menschheitsgeschichte enorme Distanzen relativ gefahrlos zurückgelegt werden konnten. Der gleiche Umstand ist auch für den erstmaligen Transfer einer großen Menge von (historischem) Wissen über sehr weite Strecken verantwortlich: Während der Pax Mongolica gelangten beispielsweise chinesische Schriften in den Nahen Osten und umgekehrt.